# Szuhobuzimszkojei járás
A Szuhobuzimszkojei járás (oroszul: Сухобузимский район) Oroszország egyik járása a Krasznojarszki határterületen. Székhelye Szuhobuzimszkoje.

## Népesség
- 1989-ben 25 460 lakosa volt.
- 2002-ben 23 445 lakosa volt.
- 2010-ben 20 540 lakosa volt.